# Associazione Calcio Pavia 1951-1952
Questa voce raccoglie le informazioni riguardanti l'Associazione Calcio Pavia nelle competizioni ufficiali della stagione 1951-1952.

## Stagione
Nella stagione 1951-1952 il Pavia disputa il girone A del campionato di Serie C, un torneo a 18 squadre, con 47 punti si piazza al terzo posto. Ha vinto il girone il Vigevano con 51 punti davanti a Sanremese e Pavia con 47 punti, quarta l'Alessandria con 45 punti, solo queste quattro squadre sono ammesse al nuovo campionato di Serie C a girone unico, tutte le altre sono retrocesse in Seri D che è il quarto livello del calcio italiano.
Anche per questa stagione i propositi dei pavesi sono ambiziosi, o centrare l'unico posto disponibile sui quattro gironi per la Serie B, oppure entrare nelle prime quattro del proprio girone e mantenere la categoria a girone unico. La squadra granata è ancora affidata a Oreste Barale. Molte le partenze compensate dagli arrivi di Felice Mariani dal Brescia, Luigi Ganelli dal Napoli, Roberto Fiorio dal Torino e Giovanni Lavarino dal Casale, un centravanti che realizzerà diciotto reti. In campionato si parte male e le difficoltà incontrate all'inizio del torneo portano al cambio di allenatore dopo la pesante sconfitta di Vigevano (5-2), in luogo di Oreste Barale arriva Giovanni Brezzi. Con questo cambio la squadra ha una brillante ripresa e tiene fede alle aspettative della vigilia, ottiene 24 risultati utili consecutivi, frutto di 12 vittorie e 12 pareggi. Alla terz'ultima giornata però i granata inciampano nel Casale, lasciando via libera al Vigevano, che pur vincendo il girone non riuscirà a salire di categoria, salirà in Serie B solo il Cagliari.

## Rosa
| N. |                   | Ruolo | Calciatore          |
| -- | ----------------- | ----- | ------------------- |
|    | Italia (bandiera) | P     | Carlo Baggini       |
|    | Italia (bandiera) | C     | Fausto Braga        |
|    | Italia (bandiera) | C     | Angelo Buratti      |
|    | Italia (bandiera) | D     | Mario Burini        |
|    | Italia (bandiera) | D     | Felice Cerri        |
|    | Italia (bandiera) | C     | Roberto Fiorio      |
|    | Italia (bandiera) | D     | Luigi Frigerio      |
|    | Italia (bandiera) | C     | Costantino Galbiati |
|    | Italia (bandiera) | C     | Dino Gazzaniga      |

| N. |                   | Ruolo | Calciatore         |
| -- | ----------------- | ----- | ------------------ |
|    | Italia (bandiera) | A     | Luigi Ganelli      |
|    | Italia (bandiera) | A     | Renzo Gottardo     |
|    | Italia (bandiera) | C     | Francesco Grazioli |
|    | Italia (bandiera) | A     | Giovanni Lavarino  |
|    | Italia (bandiera) | P     | Ezio Lombardi      |
|    | Italia (bandiera) | C     | Felice Mariani     |
|    | Italia (bandiera) | A     | Aldo Peruzzo       |
|    | Italia (bandiera) | C     | Silvano Racman     |
|    | Italia (bandiera) | D     | Giovanni Spertini  |

## Risultati

### Serie C girone A

#### Girone di andata
| Arbitro: | Bernasconi (Firenze) |

|                 |           |                              |
| Pirovano II 10’ | Marcatori | 3’ Racman 52’ (rig.) Mariani |

| Arbitro: | De Marchi (Pordenone) |

|                                       |           |             |
| Gottardo 5’ Gazzaniga 34’ Ganelli 86’ | Marcatori | 12’ Ghedini |

| Arbitro: | Gambarotta (Genova) |

|               |           |  |
| Donatelli 27’ | Marcatori |  |

| Arbitro: | Ferrari Aggradi (Firenze) |

|                                 |           |                   |
| Mariani 21’ (rig.) Gottardo 66’ | Marcatori | 1’, 4’ Palombella |

| Arbitro: | Coppa (Como) |

|              |           |  |
| Dognazzi 67’ | Marcatori |  |

| Arbitro: | Contro (Vicenza) |

|                                       |           |  |
| Gottardo 39’ Mariani 46’ Lavarino 60’ | Marcatori |  |

| Arbitro: | Griggi (Brescia) |

|                                                  |           |                          |
| Borri 5’ Buzzin 13’, 37’, 72’ Mariani 74’ (aut.) | Marcatori | 14’ Ganelli 64’ Lavarino |

| Arbitro: | Fiorani (Como) |

|            |           |              |
| Ganelli 7’ | Marcatori | 35’ Colleoni |

| Arbitro: | Guicciarelli (Livorno) |

|                       |           |                               |
| Madini 19’ Celani 71’ | Marcatori | 57’ Gottardo 88’ (aut.) Monza |

| Arbitro: | Gambarotta (Genova) |

|                          |           |                               |
| Gottardo 24’ Ganelli 63’ | Marcatori | 37’ Valentinuzzi 69’ Soffrido |

| Arbitro: | Morielli (Genova) |

|              |           |                           |
| Francese 30’ | Marcatori | 42’ Lavarino 78’ Gottardo |

| Arbitro: | Manservigi (Mestre) |

|                                             |           |             |
| Fiorio 23’ (rig.) Lavarino 26’ Gottardo 41’ | Marcatori | 81’ Caretti |

| Arbitro: | Melgari (Bergamo) |

|                   |           |              |
| Franco 43’ (rig.) | Marcatori | 77’ Lavarino |

| Arbitro: | Mazzoni (Parma) |

|              |           |  |
| Lavarino 50’ | Marcatori |  |

| Arbitro: | Bernasconi (Firenze) |

|                                           |           |  |
| Peruzzo 48’ Lavarino 71’, 84’ Mariani 89’ | Marcatori |  |

| Arbitro: | Bianchi (Modena) |

|  |           |                                           |
|  | Marcatori | 14’, 85’ Fiorio 50’ Gottardo 71’ Lavarino |

| Arbitro: | Grignani (Milano) |

|          |           |              |
| Croci 4’ | Marcatori | 30’ Galbiati |

#### Girone di ritorno
| Arbitro: | De Marchi (Pordenone) |

|                         |           |  |
| Lavarino 53’ Fiorio 79’ | Marcatori |  |

| Arbitro: | Bernasconi (Firenze) |

|                        |           |                         |
| Origgi 16’ Corradi 59’ | Marcatori | 6’ Lavarino 90’ Ganelli |

| Arbitro: | Burrini (Ravenna) |

|                                          |           |              |
| Mariani 12’ (rig.) Peruzzo 28’, 31’, 79’ | Marcatori | 86’ Piccioni |

| Arbitro: | Longagnani (Modena) |

|  |           |              |
|  | Marcatori | 57’ Lavarino |

| Arbitro: | Grandville (Roma) |

|                                                            |           |  |
| Mariani 4’ (rig.) 15’ (rig.) Lavarino 65’ Ganelli 76’, 86’ | Marcatori |  |

| Arbitro: | Zoli (Pontedera) |

|              |           |                         |
| Bardelli 32’ | Marcatori | 21’ Peruzzo 24’ Buratti |

| Arbitro: | Savio (Torino) |

|             |           |            |
| Peruzzo 14’ | Marcatori | 31’ Buzzin |

| Crema 16 marzo 1952 25ª giornata | Crema           | 0 – 0 | Pavia | Stadio Giuseppe Voltini\| Arbitro: \| Marangio (Roma) \| |
| Arbitro:                         | Marangio (Roma) |       |       |                                                          |

| Arbitro: | Agnolin (Bassano del Grappa) |

|              |           |                     |
| Lavarino 52’ | Marcatori | 29’ (aut.) Frigerio |

| Alessandria 30 marzo 1952 27ª giornata | Alessandria       | 0 – 0 | Pavia | Stadio Giuseppe Moccagatta\| Arbitro: \| Scaramella (Roma) \| |
| Arbitro:                               | Scaramella (Roma) |       |       |                                                               |

| Arbitro: | Nottolini (Ferrara) |

|              |           |  |
| Lavarino 81’ | Marcatori |  |

| Saronno 13 aprile 1952 29ª giornata | Saronno          | 0 – 0 | Pavia | Stadio Emilio Colombo-Gaetano Gianetti\| Arbitro: \| Buratti (Milano) \| |
| Arbitro:                            | Buratti (Milano) |       |       |                                                                          |

| Arbitro: | Perucci (Verona) |

|             |           |  |
| Ganelli 53’ | Marcatori |  |

| Arbitro: | Fortina (Novara) |

|              |           |             |
| Barbieri 57’ | Marcatori | 3’ Lavarino |

| Arbitro: | Burini (Ravenna) |

|              |           |  |
| Vannelli 52’ | Marcatori |  |

| Arbitro: | De Marchi (Pordenone) |

|                              |           |                 |
| Fiorio 14’ Lavarino 77’, 79’ | Marcatori | 1’ Dal Monte II |

| Arbitro: | Michieletto (Mestre) |

|                           |           |  |
| Buratti 9’, 12’ Braga 76’ | Marcatori |  |